# Luz Marina Zuluaga
 (janvier 2015).
Si vous disposez d'ouvrages ou d'articles de référence ou si vous connaissez des sites web de qualité traitant du thème abordé ici, merci de compléter l'article en donnant les références utiles à sa vérifiabilité et en les liant à la section « Notes et références ».
Luz Marina Zuluaga, née le 31 octobre 1938 à Pereira en Colombie et morte le 2 décembre 2015 à Manizales, est une Colombienne qui a été élue Miss Univers 1958.

## Biographie
Elle est née à Pereira d'une famille pauvre. Elle a déménagé à Manizales puis a grandi là-bas durant son enfance. 
En 1957, Luz devient Miss Caldas 1957 et remporte le titre de Miss Colombie 1957. 
Le 25 juillet 1958, elle remporte la couronne de Miss Univers 1958, première Colombienne à remporter ce titre.

## Après Miss Univers
Après des mois en dehors de la scène, Luz Marina s'installe aux États-Unis. Elle y épouse un médecin. En 1966, elle divorce, retourne à Manizales où elle s'implique dans le conseil de la ville ainsi qu'à l'institut du tourisme de l'état, dont elle devient directrice.